# Ipomoea biflora
Ipomoea biflora là một loài thực vật có hoa trong họ Bìm bìm. Loài này được (L.) Pers. mô tả khoa học đầu tiên năm 1805.